# Gare d'Ondres
La gare d'Ondres est une gare ferroviaire française, de la ligne de Bordeaux-Saint-Jean à Irun, située sur le territoire de la commune d'Ondres dans le département des Landes en région Nouvelle-Aquitaine.
C'est une halte voyageurs de la Société nationale des chemins de fer français (SNCF), desservie par des trains régionaux TER Nouvelle-Aquitaine.

## Situation ferroviaire
Établie à 6 mètres d'altitude, la gare d'Ondres est située au point kilométrique 187,837 de la ligne de Bordeaux-Saint-Jean à Irun, entre les gares de Labenne et de Boucau.

## Histoire
En 2022, selon les estimations de la SNCF, la fréquentation annuelle de la gare était de 15 546 voyageurs contre 15 794 voyageurs en 2019 et 8 719 en 2018.

## Service des voyageurs

### Accueil
Halte SNCF, c'est un point d'arrêt non géré (PANG) à accès libre.
L'accès aux quais et la traversée des voies s'effectuent par un passage à niveau routier.

### Desserte
Ondres est desservie par des trains régionaux TER Nouvelle-Aquitaine de la relation Dax - Bayonne - Hendaye.

### Intermodalité
Le stationnement de quelques véhicules est possible à proximité.

## Galerie

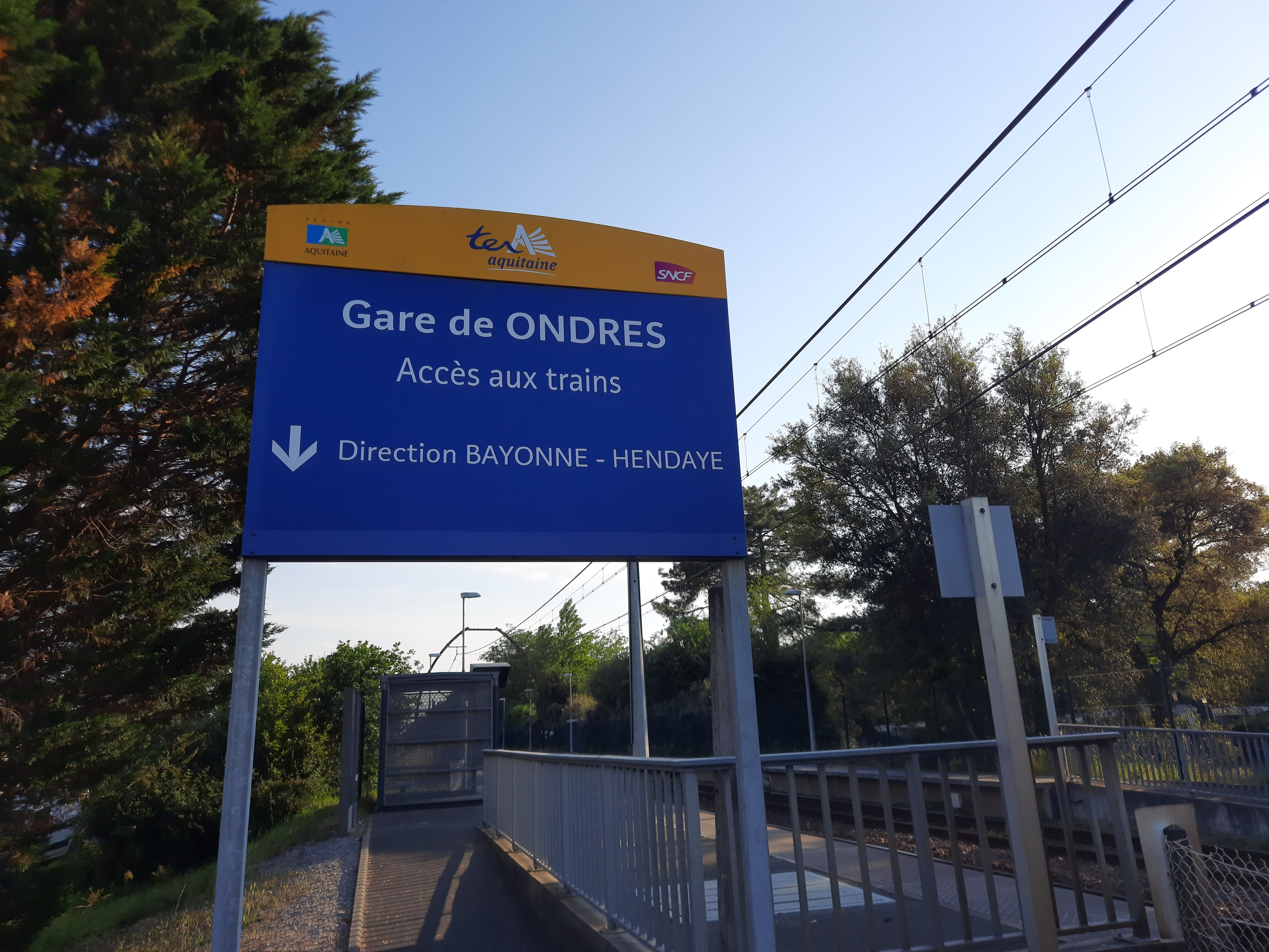
Panneau d'information
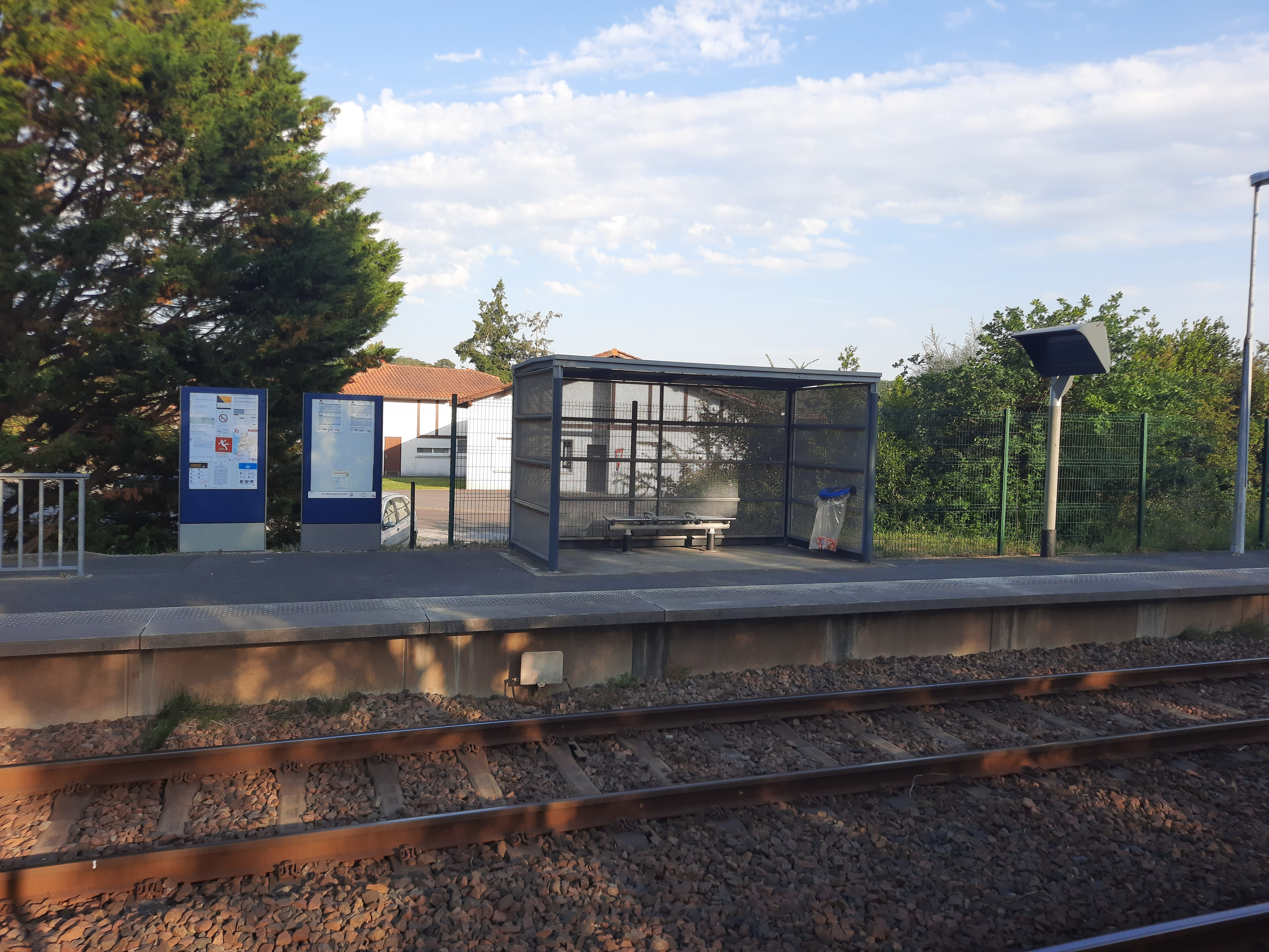
Abri voyageurs.
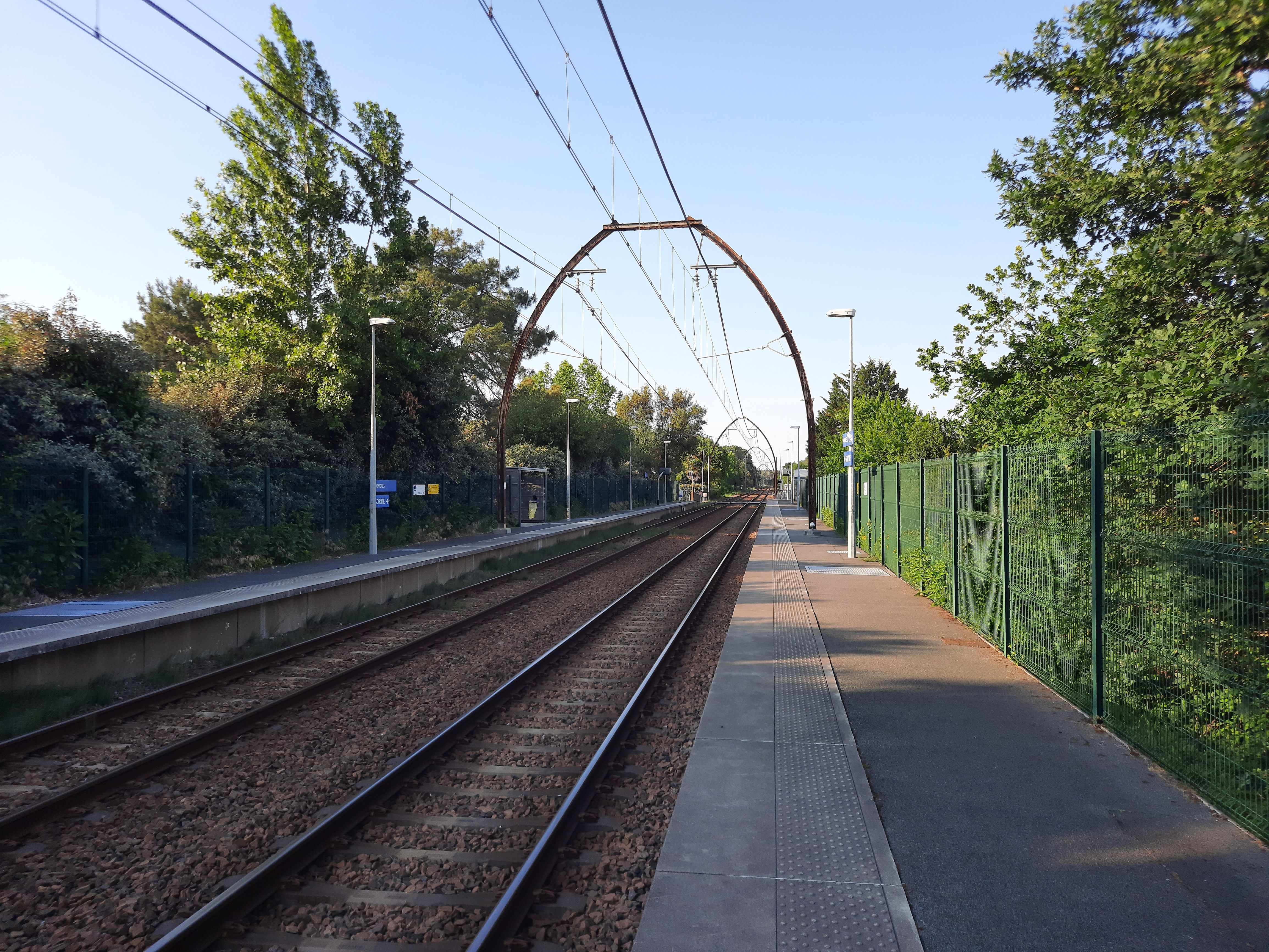
Vue générale.
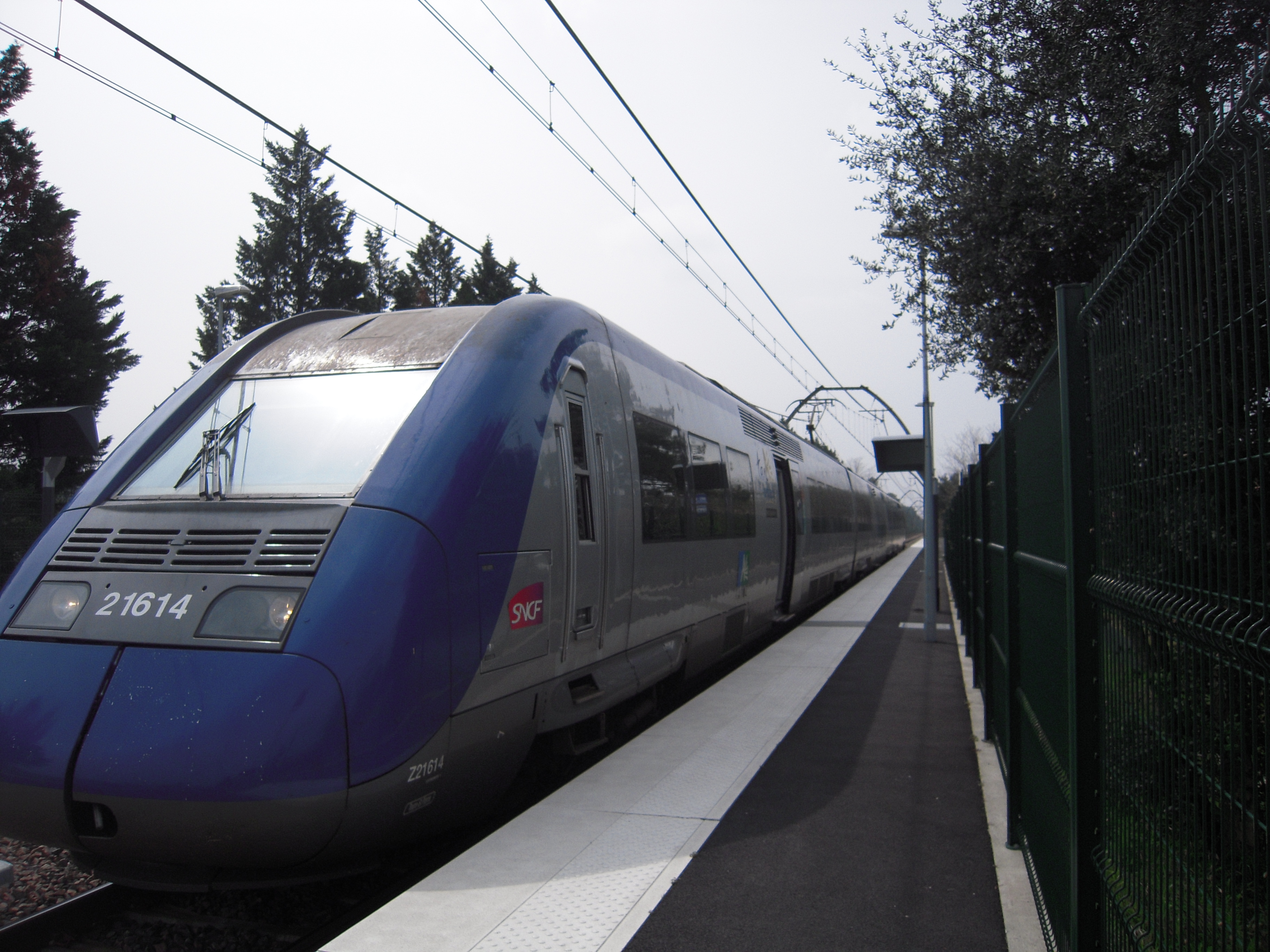
Un TER Z 21500 stationné en gare, en 2013.